# Огродник, Давид
Давид Огродник (пол. Dawid Ogrodnik; род. 15 июня 1986, Вонгровец) — польский актер театра, кино и телевидения. Двукратный лауреат награды за главную мужскую роль (2017, 2019) и двукратный лауреат награды за второстепенную мужскую роль (2012, 2014) на Гдыньском кинофестивале.

## Биография
Родился 15 июня 1986 года во Вонгровеце. С детства начал учиться играть на кларнете. Его старшая сестра играла на фортепьяно а младшая на скрипке. В 13 лет выехал с родного города в Познань где продолжил обучение в музыкальной школе.
В 2013 сыграл саксофониста «Лиса» в драме Павла Павликовского «Ида», который на 38-м Гдыньском кинофестивале получил четыре награды.
В 2021 сыграл в клипе Дарьи Завьялов к песне «Kaonashi».

## Фильмография
| Год  |   | Русское название     | Оригинальное название      | Роль                   |
| ---- | - | -------------------- | -------------------------- | ---------------------- |
| 2012 | с | Право Агаты(ср.13)   | Prawo Agaty                | Давид Ковал            |
| 2013 | ф | Ида                  | Ida                        | саксофонист Лис        |
| 2013 | ф | Желание жить (фильм) | Chce się żyć               | Матеуш Росиньский      |
| 2014 | ф | Обещание             | Obietnica                  | Даниел партнёр Сильвии |
| 2015 | ф | 11 минут             | 11 minut                   | курьер                 |
| 2017 | ф | Тихая ночь           | Cicha noc                  | Адам                   |
| 2018 | с | Трясина              | Rojst                      | Пётр Зажицкий          |
| 2019 | ф | Икар                 | Ikar. Legenda Mietka Kosza | Мечислав Кош           |
| 2021 | с | Трясина 1997         | Rojst                      | Пётр Зажицкий          |